# Nell Walden

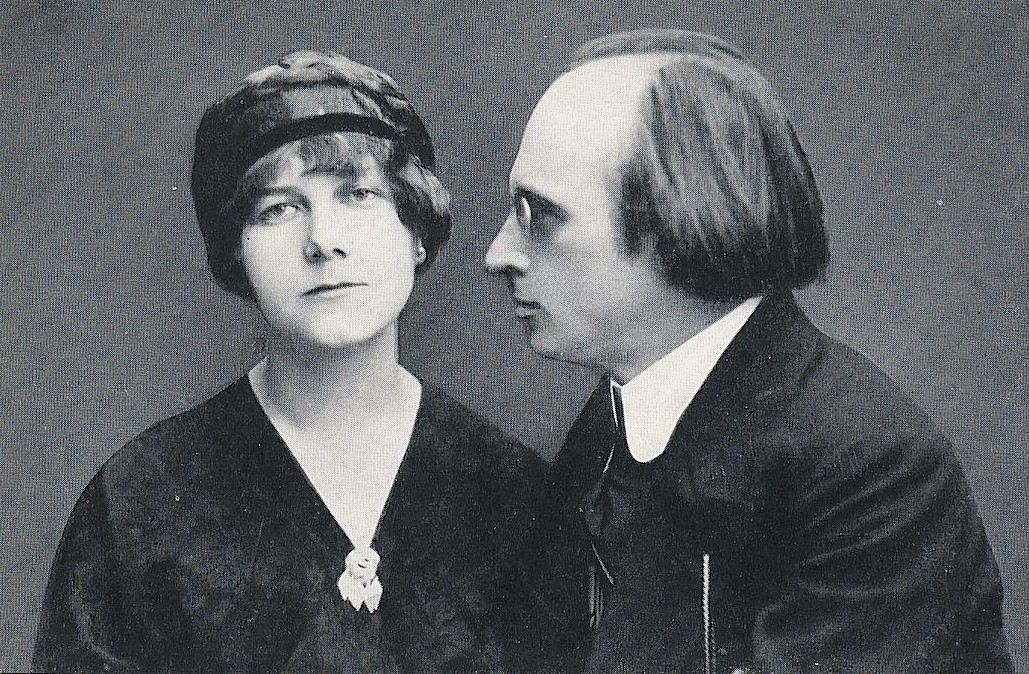
Nell Walden och Herwarth Walden 1915.

Nell Walden, ursprungligen Nelly Anna Charlotta Roslund, född 29 december 1887 i Karlskrona, död 21 oktober 1975 i Bern, var en svensk målare, konstsamlare och författare som tillsammans med maken Herwarth Walden drev expressionisttidskriften Der Sturms galleri i Berlin under 1910- och 1920-talen. Hon var en av den abstrakta konstens pionjärer.

## Biografi
Nell Walden växte upp som det äldsta av fem barn i en prästfamilj i Skåne. Familjen flyttade 1903 till Landskrona där fadern Frithiof Roslund tillträdde som kyrkoherde. Nell stannade kvar hos morföräldrarna i Trelleborg och tog 1904 examen från Trelleborgs Elementarskola för Flickor. Året därpå påbörjade hon musikstudier i Lund, vilka avslutades med att hon avlade organistexamen i Växjö 1908. Sommaren 1907 var hon i Lübeck för språkstudier och våren 1909 reste hon tillsammans med systern Stina till Berlin för musikstudier. Hon förlovade sig 1910 med arkitekten Folke Bensow. De gjorde en gemensam studieresa till Berlin, Dresden och Prag samma år. I hemstaden Landskrona deltog hon i Tyska klubbens sammankomster och fick på så vis kännedom om den avantgardistiska tidskriften Der Sturm och dess utgivare Herwarth Walden (1878–1941, ursprungligen Georg Lewin).
Nell Walden bröt förlovningen med Bensow och flyttade till Berlin för att bli guvernant i en svensk-tysk familj 1911. Där återupptogs kontakten med Herwarth Walden och de gifte sig i London 1912. Nell Walden var en nyckelperson i Der Sturms internationella nätverk av verksamheter och kulturutövare. Hon bidrog till det ökande intresset för bildkonst i tidskriften Der Sturm och drev tillsammans med Herwarth Walden Der Sturms galleri i Berlin. Galleriet var ett ledande utställningsforum för expressionism, futurism, kubism och konstruktivism i Tyskland under 1910- och 1920-talen. Under 1913 reste paret Walden till ett flertal europeiska städer för att träffa modernt inriktade konstnärer och samla verk till den stora internationella utställningen Erster Deutscher Herbstsalon, som öppnade i Der Sturms regi i september 1913. I utställningen visades omkring 360 konstverk av ett åttiotal konstnärer såsom exempelvis Wassily Kandinsky, Gabriele Münter, Sonia Delaunay-Terk, Umberto Boccioni, Marc Chagall, Jacoba van Heemskerck och Paul Klee. Mellan 1912 och 1923 var Nell Walden med och arrangerade ett tjugotal vandringsutställningar i de skandinaviska länderna i Der Sturms regi.

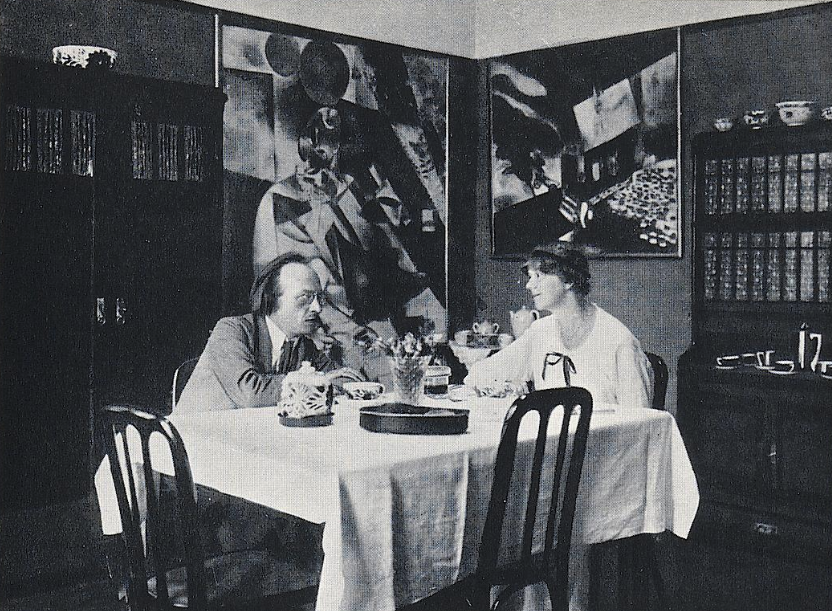
Nell och Herwarth Walden i parets gemensamma bostad på Potsdamer Strasse 134a, Berlin, år 1916. I bakgrunden syns målningarna Dreieinhalb Uhr (1911) och Fliegende Kutsche (1913) av Marc Chagall ur Nell Waldens konstsamling.

Nell Walden började måla som autodidakt 1915. Från 1916 studerade hon måleri för Lothar Schreyer, Rudolf Bauer och Georg Muche vid Der Sturms konstskola. Hon debuterade på en samlingsutställning i Der Sturms galleri i juli 1916. Fram till 1925 deltog hon årligen i Der Sturms utställningar i Berlin och i galleriets vandringsutställningar som visades i Tyskland och internationellt. Hon hade en separatutställning med egna verk och verk ur hennes samlingar på Galerie Alfred Flechtheim i Berlin 1927. Ett fåtal av Nell Waldens tidiga verk var inspirerade av svensk allmogekonst. Hennes konstnärskap kretsade dock huvudsakligen kring abstrakta kompositioner, ibland med referenser till landskap, växtlighet och natur. Majoriteten av hennes oeuvre, som omfattar över 6000 verk, består av målningar i olja, akvarell, gouache, tempera och pastell på papper, trä och andra material. Hon experimenterade också med mosaiker, sgrafitto och collage och lät måleriet expandera på möbler, keramik och bokomslag.
Under första världskriget arbetade Nell Walden på uppdrag av tyska myndigheter som översättare och journalist. Hon försåg ett flertal svenska dagstidningar med såväl tysk propaganda som kulturnyheter och reseberättelser. Inkomsterna från dessa uppdrag gjorde att hon kunde bygga upp en betydelsefull konstsamling. Hon köpte regelbundet konstverk från Der Sturms utställningar och samlade parallellt s.k. etnografika. 1915 började paret Walden använda samlingen i marknadsföringssyfte för Der Sturm. Ett flertal kataloger publicerades och från 1916 erbjöds publika visningar av samlingen på fasta öppettider i parets privatbostad. Nell Waldens andre make, den judiske läkaren dr. med. Hans Heimann (1879–1942), delade intresset för etnografika och under deras äktenskap växte hennes etnografikasamling väsentligt.
Av politiska skäl lät hon repatriera sig som svensk medborgare 1933 och lämnade Tyskland för Schweiz, där hon förblev bofast resten av sitt liv. Hon lyckades föra ut större delen av sin konstsamling till Schweiz och räddade den därmed från att konfiskeras av nazisterna.
År 1944 visade konstmuseet i Bern en utställning Der Sturm. Sammlung Nell Walden aus den Jahren 1910-1920. Den omfattade även verk ur Nell Waldens etnografikasamling. Åren 1945 och 1946 följde fler utställningar i Schweiz. År 1954 arrangerade Riksförbundet för bildande konst vandringsutställningen Der Sturm. Samling Nell Walden som visade ett åttiotal expressionistiska, kubistiska och futuristiska verk ur hennes samling i Stockholm och sju andra svenska städer. Fler utställningar med verk ur hennes stora samling följde under 1950- och 1960-talen.
I samband med öppnandet av Moderna museet i Stockholm 1958 donerade Nell Walden omkring fyrtio verk av betydande modernistiska konstnärer såsom Alexander Archipenko, Gabriele Münter, Oskar Kokoschka och Sigrid Hjertén. Staden Bern fick 1967 en stor donation med egna konstverk och verk ur hennes samling. Landskrona museum fick med början år 1970 en rad omfattande donationer ur Nell Waldens samlingar samt ett stort antal egna verk, hennes arkiv och bibliotek. Åren 1986–2013 visade Landskrona museum i en permanent utställning verk av Nell Walden tillsammans med verk av andra konstnärer från kretsen kring Der Sturm, liksom dokument från tiden. Hon är även representerad Nationalmuseum och Moderna museet i Stockholm. Mjellby konstmuseum producerade 2015 utställningen Nell Walden & Der Sturm som sedan vandrade vidare till Øregaard museum i Danmark och Landskrona museum.
Nell Walden gav 1933 ut diktsamlingen Unter Sternen. År 1957 utkom Bilder und Gedichte. Tillsammans med vännen och f.d. Sturm-kollegan Lothar Schreyer publicerade hon 1954 en minnesbok om Herwarth Walden och konstnärerna i hennes krets. 1963 gav hon ut boken Herwarth Walden. Ein Lebensbild.
Nell Walden tilldelades 1967 Kungl. Vasaorden, 1968 fick hon Förbundsrepubliken Tysklands ”Verdienstkreuz 1. Klasse” och 1970 fick hon silvermedalj och blev hedersmedlem i Accademia Internazionale Tommaso Campanella, Rom.

### Familj
Nell Walden var gift med Herwarth Walden 1912–1924. Äktenskapet präglades starkt av deras professionella samarbete inom ramen för Der Sturm och upplöstes på begäran av Nell Walden. Åren 1926–1933 var hon gift med läkaren Hans Hermann Heimann, som senare mördades av nazisterna. Från 1940 var hon gift med den schweiziske läraren Hannes Urech.
Nell Waldens föräldrar var prästen Frithiof Roslund (1852–1933) och Hilda Wendela Smith (1861–1947), som kom från en förmögen och inflytelserik skånsk köpmansfamilj. Morfadern Carl Smith var grosshandlare och redare i Trelleborg. En av Nell Waldens systrar var författaren Anna Roslund (1891–1945), som bland annat gav ut barnboken Katthistorier med illustrationer av Lissen Ewald (1890–1957

## Utmärkelser
- 2013 – minnessten på Landskrona Walk of Fame som då invigdes av Sveriges kung Carl XVI Gustaf.
- 2019 – ett av Skånetrafikens pågatåg fick namnet Nell Walden[28].

- Förtjänstkors 1:a klass av Förbundsrepubliken Tysklands förtjänstorden[6]
- Ledamot av Vasaorden[6]

[Redigera Wikidata]

## Utställningar i urval
- 1917: Arnold Topp und Nell Walden, Der Sturm, Berlin
- 1927: Nell Walden-Heimann und ihre Sammlungen, Galerie Flechtheim, Berlin
- 1944: Der Sturm. Sammlung Nell Walden aus den Jahren 1912–1920 sowie ihre Sammlung Kunst der Naturvölker, Kunstmuseum Bern
- 1954: Der Sturm. Samling Nell Walden. Expressionister, Futurister, Kubister, Stockholm m.fl. svenska städer
- 1966: Nell Walden. Sammlung und eigene Werke, Kunstmuseum Bern
- 2012: Der Sturm – Zentrum der Avantgarde, Von der Heydt-Museum, Wuppertal
- 2015: Sturm-Frauen Künstlerinnen der Avantgarde in Berlin 1910 - 1932, Schirn Kunsthalle, Frankfurt am Main
- 2015-2016, Nell Walden & Der Sturm, Mjellby konstmuseum m.fl.